# 재팬디스플레이
재팬디스플레이(일본어: ジャパンディスプレイ, 영어:  Japan Display Inc., 약칭 JDI)는 일본의 소니, 히타치, 도시바 3개 사가 중소형 LCD 사업을 통합하여 설립한 회사이다. 미국 애플의 공급사로, 일부 아이폰 모델의 액정 디스플레이와 애플 워치의 소형 OLED를 납품해왔다.

## 역사
2011년 8월 31일 소니, 도시바, 히타치는 INCJ의 2000억엔 투자 지원을 받아 각자의 중소형 LCD 사업부를 합병하기로 합의했다. 얼마 지나지 않아 INCJ와 파나소닉은 파나소닉의 공장 중 하나를 인수하는 것에 대한 협상도 시작했다.
JDI는 2011년 11월 15일 이해관계자 간 합의를 확정한 후 2012년 4월 1일부터 운영을 시작했다.
2013년 4월에는 재팬 디스플레이 웨스트, 재팬 디스플레이 센트럴, 재팬 디스플레이 이스트가 합병되었다. 10월에는 타이완 디스플레이를 설립했다.
2014년 3월 19일에 회사는 도쿄 증권 거래소 제1부에 상장되었다.
JDI는 IPO 이후 연속 적자를 기록했고, 2017년 일본 내 생산 라인을 폐쇄하고 인력의 약 3분의 1을 해고하는 등 구조조정 계획을 발표했다.
신설법인 INCJ는 구 INCJ의 기업분할로 인해 2018년 9월 21일부터 전체 주식의 25,29%를 보유한 JDI의 최대주주가 되었다.
2019년부터 회사는 재무적 어려움이 악화됨에 따라 적극적으로 추가 투자를 모색하기 시작했다. 이어 회사 지분 49.82%를 스와인베스트먼트홀딩스(Suwa Investment Holdings LLC)에 7억1500만달러(7억1500만달러)에 매각하기로 양해각서(MOU)를 체결했다. 스와는 중국 실크로드 펀드와 하베스트 테크 인베스트먼트 매니지먼트(Harvest Tech Investment Management), 대만의 TPK 홀딩스, 후본 파이낸셜 홀딩스(Fubon Financial Holdings)가 포함된 투자자 그룹의 이름이다.
JDI는 2019년 6월 12일 모바일 사업부 매출 부진으로 인해 대대적인 변화가 이뤄질 것이라고 밝혔다. 한 공장은 문을 닫고 다른 공장은 가동을 중단할 것이라고 발표했다. 대규모 인력 감축도 계획됐다. 6월 27일 애플은 1억달러 투자를 발표해 당시 JDI 주가를 32% 상승시켰다.
2019년 10월 JDI는 애플의 스마트워치용 OLED 디스플레이 생산을 시작했다고 밝혔다.
12월 26일에는 이시카와현 하쿠산 공장을 샤프에 800억~900억엔(약 8억 달러)에 매각하기로 공식 협상을 시작했으며, 그 이익은 투자한 애플의 대출금 상환에 활용할 계획이다. 공장 건설에 부분적으로 자금을 지원했다. 하쿠산 공장은 2015년 건설돼 2016년 15억 달러를 들여 가동을 시작했으나 애플의 OLED 디스플레이 사용으로 인해 2019년 6월부터 일부 가동을 중단했다.
OLED 디스플레이 제조에 대한 늦은 결정과 애플의 대출로 인한 재정적 어려움으로 인해 회사의 OLED 계열사인 JOLED는 아직 다른 제조업체와 경쟁할 수 없었고 IPS LCD 패널을 애플에 판매에서 기인하는 JDI 매출의 절반 이상이 여전히 감소로 인해 발생했다.
2020년 2월, 다국적 민간 투자 펀드인 이치고 어셋 매니지먼트(Ichigo Asset Management)는 7억 1500만 달러를 투자하는 대가로 JDI의 지배권을 획득했다. 결국 1년 전 스와와 체결한 양해각서는 파기됐다. INCJ와 기타 기존 주주들은 회사 지분을 보유했다.
2020년 4월, 12월에 열린 협상에 따라 JDI는 2억 달러 상당의 LCD 생산 장비를 애플에 판매하기 시작했으며, 하쿠산 공장 부동산을 샤프에 매각할 계획이다. 이를 통해 JDI는 남은 제품 수요와 공장에 집중할 수 있다. 10월까지 판매가 완료되었다.
2020년 7월, JDI CEO는 새로운 제조 기술을 통해 '이르면 2022년 스마트폰용 OLED 디스플레이 패널 양산을 시작할 계획을 밝혔으며, 이를 위해서는 새로운 자금이 필요할 것이라고 덧붙였다.

## 같이 보기
- 소니 모바일 디스플레이